# Supercopa Asiática 2000
La Supercopa de la AFC 2000 fue la VI edición de la Supercopa de la AFC. Fue campeón el club árabe Al-Hilal que derrotó al japonés Shimizu tras disputar partidos de ida y vuelta. 

## Clubes clasificados
Se fueron decidiendo a lo largo de 2000 entre dos equipos de la confederación de Asia.
| AFC (Asia) |  | Al-Hilal |  | Campeón de la Liga de Campeones de la AFC (2000) |
| AFC (Asia) |  | Shimizu  |  | Campeón de la Recopa Asiática (2000).            |

## Resultados

### Partido de ida
| 3 de diciembre de 2000 | Shimizu               | 1:2 (0:2) | Al-Hilal                                          | Estadio Shimizu, Japón, Shimizu |  |
|                        | 48' Carlos dos Santos |           | 35' Ricardo Pérez Tamayo 44' Ricardo Pérez Tamayo |                                 |  |

### Partido de vuelta
| 11 de diciembre de 2000 | Al-Hilal           | 1:1 (0:1) | Shimizu              | Estadio Rey Fahd, Riad, Arabia Saudita |  |
|                         | 70' Omar Al Ghamdi |           | 29' Daisuke Ichikawa |                                        |  |

| Campeón Al-Hilal |